# Србија у 2011.
Догађаји у 2011. години у Србији.

## На дужности
- Председник: Борис Тадић
- Премијер: Мирко Цветковић

## Догађаји
- Одржан попис становништва у Србији.

### Јануар
- У Сарајеву, Босни и Херцеговини и Санџаку основана је Бошњачка академија наука и умјетности

### Април
- 4. април: Српски председник Борис Тадић поднео је оставку, отварајући пут за ванредне председничке изборе где ће се одржати заједно са парламентарним изборима наредне године.[1]

### Мај
- 26. мај: Ратко Младић, бегунац оптужен за ратне злочине, за оркестрирање опсаде Сарајева и масакра у Сребреници, ухапшен у Србији.[2]

### Јул
- 20. јул: Горан Хаџић приведен у Србији, поставши последњи од 161 особе оптужених пред Међународним кривичним судом за бившу Југославију.[3]
- 25. јул: Почела криза на северу Косова и Метохије.

### Децембар
- Рехабилитован је Павле Карађорђевић, кнез и регент Краљевине Југославије.[4]

## Уметност и забава
У музици: Србија на Песми Евровизије 2011.

## Спорт
Фудбалска (фудбалска) такмичења: Суперлига Србије, Куп Србије.
- УЕФА Европско првенство у фудбалу до 17 година 2011
- По први пут је одржан ЕвроБеоград, студентска спортска манифестација у организацији Универзитета у Београду.

## Преминуле особе

### Јануар
- 10. јануар – Бора Костић, 80, српски фудбалер ( Црвена звезда Београд).[5]
- 23. јануар – Новица Тадић, 62, југословенски песник.[6]

### Март
- 23. март – Живорад Ковачевић, 80, српски дипломата.[7]

### Април
- 12. април – Александар Петаковић, 81, српски фудбалер. (српски)